# West-Hill-Nationalpark
Der West-Hill-Nationalpark (englisch West Hill National Park) ist ein nur 10,8 Quadratkilometer großer Nationalpark in Queensland, Australien.

## Lage
Der Park liegt in der Region Mackay etwa 725 Kilometer nordwestlich von Brisbane und 75 Kilometer südlich von Mackay. Die nächstgelegene Stadt ist Sarina. Von hier erreicht man den Park über den Bruce Highway Richtung Süden. Nach etwa 50 Kilometern passiert man den Nationalpark zwischen den beiden kleinen Orten Ilbilbie und Carmila. Im Park gibt es keine Straßen, Wanderwege oder sonstige Besuchereinrichtungen.
In der Nachbarschaft liegen die Nationalparks Kelvin und Cape Palmerston, vor der Küste Broad Sound Islands und Northumberland Islands.

## Flora und Fauna
Der West-Hill-Nationalpark schützt den Ästuar dreier kleiner Flüsse und eine dem Mündungsgebiet vorgelagerte Insel West Hill Island.  Sie hat einen Durchmesser von etwa 2 bis 3 Kilometer und ist mit lichtem Eukalyptuswald bewachsen. Den Ästuar säumen Mangrovenwälder.
Hier finden einige als schützenswert eingestufte Vögel ihren Lebensraum, darunter der Weißbauch-Seeadler (Haliaeetus leucogaster), die Raubseeschwalbe (Hydroprogne caspia) und der Brillenpelikan (Pelecanus conspicillatus).